# سیچلاید چشم طلایی
سیچلاید چشم طلایی ( Nannacara anomala ) گونه ای سیچلاید آب شیرین است که از رودخانه آروکا در کشور گویان تا رودخانه مارونی در کشور سورینام یافت می شود. طول نر به ۵٫۶ سانتیمتر (۲٫۲ اینچ) میرسد ولی جنس ماده تا حدودی کوچکتر است و به همین دلیل به عنوان یک سیچلاید کوتوله در نظر گرفته می شود.